# Uroš Pavlovčič
Uroš Pavlovčič (Jesenice, 20 febbraio 1972) è un ex sciatore alpino sloveno specialista delle prove tecniche.

## Biografia
Pavlovčič, originario di Mojstrana di Kranjska Gora, esordì in Coppa del Mondo il 31 ottobre 1999 a Tignes, piazzandosi 29º in slalom gigante. Ai Mondiali di Sankt Anton am Arlberg 2001, sua unica presenza iridata, giunse 21º nello slalom gigante.
Ottenne il miglior risultato in carriera il 20 dicembre 2001 sulla pista Podkoren di Kranjska Gora: quel giorno in slalom gigante colse il suo unico podio in Coppa del Mondo, il terzo posto dietro a Fredrik Nyberg e Benjamin Raich. Pavlovčič si rese protagonista in quell'occasione di un buon recupero nella seconda manche essendo partito con il pettorale 31 ed essendo 15º dopo la prima frazione di gara.
L'atleta sloveno rappresentò il suo Paese ai XIX Giochi olimpici invernali di Salt Lake City 2002, sua unica presenza olimpica, senza concludere la prova di slalom gigante, e si congedò dalla Coppa del Mondo in occasione dello slalom speciale di Wengen del 19 gennaio 2003, senza qualificarsi per la seconda manche. Continuò a partecipare a gare FIS fino al definitivo ritiro, nell'aprile del 2005.

## Palmarès

### Coppa del Mondo
- Miglior piazzamento in classifica generale: 56º nel 2001
- 1 podio:
  - 1 terzo posto

### Nor-Am Cup
- Miglior piazzamento in classifica generale: 5º nel 1999
- 12 podi (dati dalla stagione 1994-1995:
  - 4 vittorie
  - 3 secondi posti
  - 5 terzi posti

#### Nor-Am Cup - vittorie
| Data             | Località       | Paese       | Specialità |
| ---------------- | -------------- | ----------- | ---------- |
| 3 aprile 1996    | Mount Bachelor | Stati Uniti | SL         |
| 17 dicembre 1996 | Sunday River   | Stati Uniti | GS         |
| 5 marzo 1998     | Collingwood    | Canada      | SL         |
| 3 aprile 1999    | Mount Bachelor | Stati Uniti | SL         |

Legenda:

GS = slalom gigante

SL = slalom speciale